# Glenea vanikorensis
Glenea vanikorensis là một loài bọ cánh cứng trong họ Cerambycidae.